# Hilde Sperling

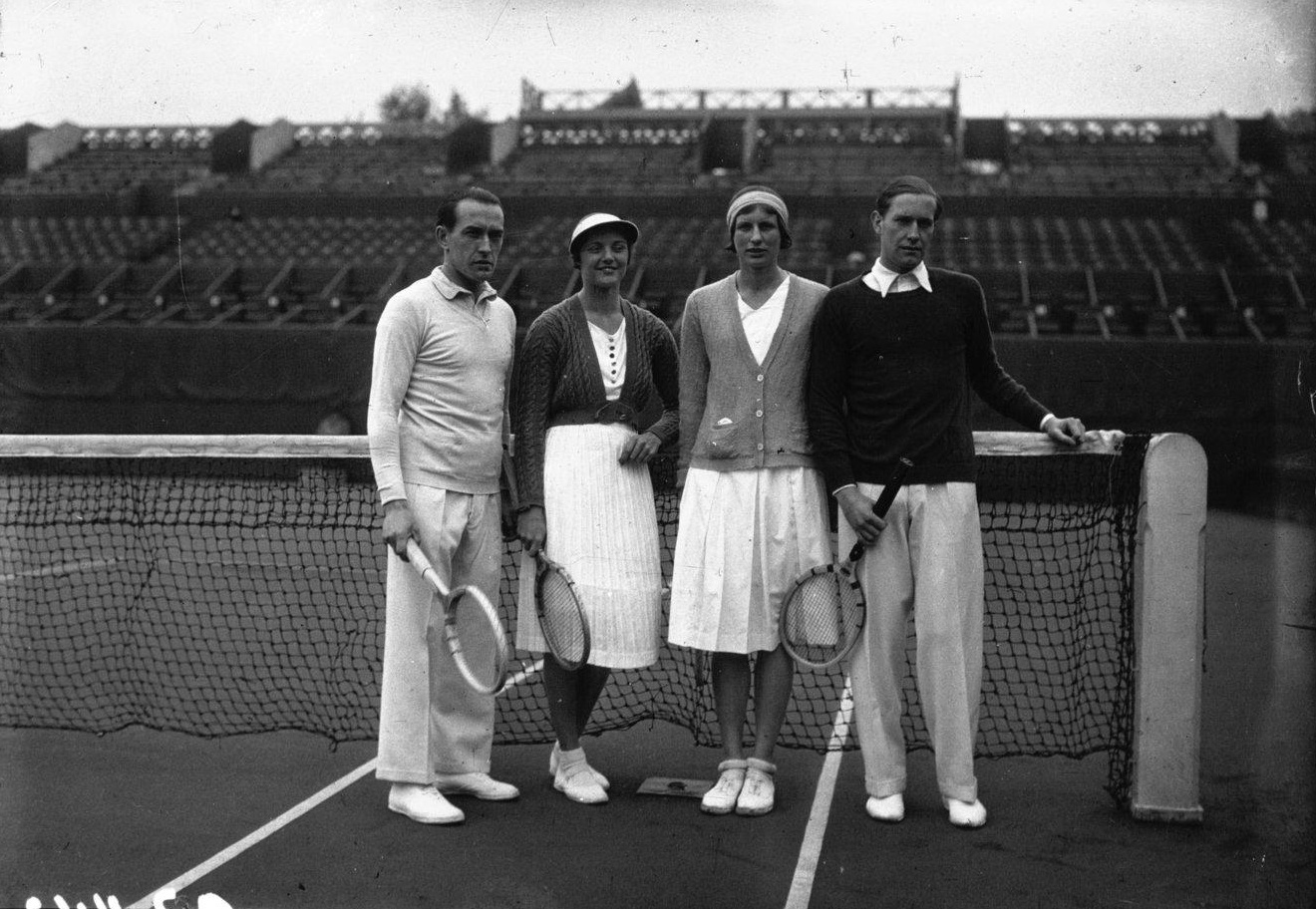
Hilde Krahwinkel (2. v. r.) und Gottfried von Cramm (1. v. r.) bei den Französischen Meisterschaften 1932

Hildegard „Hilde“ Krahwinkel-Sperling (* 26. März 1908 in Essen; † 7. März 1981 in Helsingborg, Schweden) war eine deutsche Tennisspielerin. Von 1935 bis 1937 siegte sie dreimal hintereinander bei den Internationalen französischen Meisterschaften. Nach Steffi Graf gilt sie neben Cilly Aussem und Angelique Kerber als erfolgreichste deutsche Spielerin.

## Leben
Die Tochter eines Bauunternehmers spielte seit 1925 im Tennisclub Schwarz-Weiß in Essen und wechselte 1927 zum ETuF in Essen. 1929 wurde sie ungarische Meisterin im Einzel und deutsche Meisterin im Einzel und Doppel. 1931 unterlag sie im bis heute einzigen rein deutschen Wimbledonfinale der Damen Cilly Aussem. 1933 gewann Krahwinkel mit Gottfried von Cramm den Wimbledontitel im Mixed, im selben Jahr heiratete sie den Dänen Svend Sperling und nahm die dänische Staatsbürgerschaft an.
Von 1935 bis 1937 war sie dreimal bei den Internationalen französischen Meisterschaften erfolgreich. Hierbei besiegte sie im Finale stets Simonne Mathieu. In der Geschichte der French Open gelang ein solcher Hattrick nur noch Helen Wills Moody (1928–1930), Monica Seles (1990–1992) und Justine Henin (2005–2007). 1936 zog sie erneut ins Einzelfinale von Wimbledon ein, unterlag dort jedoch der US-Amerikanerin Helen Jacobs. Des Weiteren gewann sie von 1933 bis 1939 sechs Mal in Folge die internationalen deutschen Tennismeisterschaften.
In ihrer bis 1952 dauernden Karriere gewann sie 123 Titel in 16 Ländern und war während dieser Zeit eine der erfolgreichsten Spielerinnen der Welt. Sie starb 1981 im Alter von 72 Jahren in ihrer Wahlheimat Schweden.

## Erfolge

### Einzel

#### Turniersiege
| Nr. | Jahr | Turnier                                           | Kategorie  | Belag | Finalgegnerin   | Ergebnis |
| --- | ---- | ------------------------------------------------- | ---------- | ----- | --------------- | -------- |
| 1.  | 1935 | Internationale französische Tennismeisterschaften | Grand Slam | Sand  | Simonne Mathieu | 6:2, 6:1 |
| 2.  | 1936 | Internationale französische Tennismeisterschaften | Grand Slam | Sand  | Simonne Mathieu | 6:3, 6:4 |
| 3.  | 1937 | Internationale französische Tennismeisterschaften | Grand Slam | Sand  | Simonne Mathieu | 6:2, 6:4 |

#### Finalteilnahmen
| Nr. | Jahr | Turnier                 | Kategorie  | Belag | Turniersiegerin   | Ergebnis      |
| --- | ---- | ----------------------- | ---------- | ----- | ----------------- | ------------- |
| 1.  | 1931 | Wimbledon Championships | Grand Slam | Rasen | Cilly Aussem      | 2:6, 5:7      |
| 2.  | 1936 | Wimbledon Championships | Grand Slam | Rasen | Helen Hull Jacobs | 2:6, 6:4, 5:7 |

### Doppel

#### Finalteilnahmen
| Nr. | Jahr | Turnier                                           | Partnerin       | Finalgegnerinnen              | Ergebnis |
| --- | ---- | ------------------------------------------------- | --------------- | ----------------------------- | -------- |
| 1.  | 1935 | Internationale französische Tennismeisterschaften | Ida Adamoff     | Margaret Scriven Kay Stammers | 4:6, 0:6 |
| 2.  | 1935 | Wimbledon Championships                           | Simonne Mathieu | Freda James Kay Stammers      | 1:6, 4:6 |

### Mixed

#### Turniersiege
| Nr. | Jahr | Turnier                 | Partner             | Finalgegner                    | Ergebnis |
| --- | ---- | ----------------------- | ------------------- | ------------------------------ | -------- |
| 1.  | 1933 | Wimbledon Championships | Gottfried von Cramm | Mary Heeley Norman Farquharson | 7:5, 8:6 |

#### Finalteilnahmen
| Nr. | Jahr | Turnier                 | Partner      | Finalgegner                  | Ergebnis |
| --- | ---- | ----------------------- | ------------ | ---------------------------- | -------- |
| 1.  | 1930 | Wimbledon Championships | Daniel Prenn | Elizabeth Ryan Jack Crawford | 1:6, 3:6 |